# Джейкобс, Джош
Джошуа Джейкобс (англ. Joshua Jacobs, 11 февраля 1998, Талса, Оклахома) — американский футболист, раннинбек клуба НФЛ «Лас-Вегас Рэйдерс». Участник Пробоула в сезоне 2020 года. На студенческом уровне выступал за команду Алабамского университета. Победитель национального чемпионата 2017 года. На драфте НФЛ 2019 года был выбран в первом раунде под общим 24 номером.

## Биография
Джош Джейкобс родился 11 февраля 1998 года в Талсе. Там же он учился в старшей школе имени генерала Рэймонда Маклейна. В составе её футбольной команды Джейкобс играл раннинбеком, в выпускной год в среднем за игру он набирал 245,8 ярдов. Всего за карьеру он набрал 5  372 ярда и занёс 56 тачдаунов. После окончания школы Джейкобс входил в десятку сильнейших игроков штата Оклахома по версиям сайтов ESPN, Rivals и 247Sports.

### Любительская карьера
В 2016 году Джейкобс поступил в Алабамский университет. В дебютном сезоне в турнире NCAA он набрал 567 ярдов на выносе и 156 ярдов на приёме. После игры с «Кентукки» его признали лучшим новичком недели в конференции SEC. В 2017 году тренерский штаб больше задействовал его в составе специальных команд. Он сыграл в двенадцати матчах, две игры пропустил из-за травмы.
Сезон 2018 года Джейкобс провёл в роли основного бегущего команды. На выносе он набрал 640 ярдов и стал лучшим в составе Алабамы с одиннадцатью тачдаунами, ещё 514 ярдов он заработал на возвратах начальных ударов. В финальном матче конференции Джейкобс набрал 86 ярдов и занёс два тачдауна, после чего был признан самым ценным его игроком. В победном для Алабамы финале плей-офф против Клемсона он набрал 63 ярда, заработав шесть первых даунов.

#### Статистика выступлений в NCAA
| Сезон | Команда              | Игры | Приём | Приём | Приём | Приём | Вынос | Вынос | Вынос | Вынос |
| Сезон | Команда              | Игры | Rec   | Yds   | Y/A   | TD    | Att   | Yds   | Y/A   | TD    |
| ----- | -------------------- | ---- | ----- | ----- | ----- | ----- | ----- | ----- | ----- | ----- |
| 2016  | Алабама Кримсон Тайд | 14   | 14    | 156   | 11,1  | 0     | 85    | 567   | 6,7   | 4     |
| 2017  | Алабама Кримсон Тайд | 12   | 14    | 168   | 12,0  | 2     | 46    | 284   | 6,2   | 1     |
| 2018  | Алабама Кримсон Тайд | 15   | 20    | 247   | 12,4  | 3     | 120   | 640   | 5,3   | 11    |
| Всего | Всего                | 41   | 48    | 571   | 11,9  | 5     | 251   | 1 491 | 5,9   | 16    |

### Профессиональная карьера
Обозреватель сайта CBS Райан Уилсон перед драфтом 2019 года характеризовал Джейкобса как раннинбека, умеющего выносить, ловить мячи и действовать на блоках. Сильными сторонами игрока он называл устойчивость в контактной борьбе и хорошую работу рук, минусом — недостаточно высокую скорость. Аналитик Крис Трапассо отмечал у него видение поля и умение находить проходы в линии защиты соперника.
На драфте Джейкобс был выбран «Оклендом» в первом раунде под общим 24 номером. В июле он подписал с клубом контракт на четыре года, сумма соглашения составила 11,9 млн долларов. В своём дебютном сезоне он сыграл в тринадцати матчах регулярного чемпионата, набрав на выносе 1 150 ярдов с семью тачдаунами. В пяти матчах он набирал не менее ста ярдов. Джейкобс побил ряд клубных рекордов для новичков, ранее принадлежавших Маркусу Аллену. При этом главный тренер команды Джон Груден мало задействовал его в пасовой игре: только в 20 из 460 розыгрышей Джейкобс выходил на фланге или на месте слот-ресивера. По итогам сезона сайт Pro Football Focus включил его в число ста лучших игроков лиги. В 2020 году он сыграл в пятнадцати матчах, набрав на выносе 1 065 ярдов с двенадцатью тачдаунами. Впервые в карьере он вошёл в число участников Пробоула.

#### Статистика выступлений в НФЛ

##### Регулярный чемпионат
| Сезон | Команда           | Игры | Приём | Приём | Приём | Приём | Вынос | Вынос | Вынос | Вынос |
| Сезон | Команда           | Игры | Rec   | Yds   | Y/A   | TD    | Att   | Yds   | Y/A   | TD    |
| ----- | ----------------- | ---- | ----- | ----- | ----- | ----- | ----- | ----- | ----- | ----- |
| 2019  | Окленд Рэйдерс    | 13   | 20    | 166   | 8,3   | 0     | 242   | 1 150 | 4,8   | 7     |
| 2020  | Лас-Вегас Рэйдерс | 15   | 33    | 238   | 7,2   | 0     | 273   | 1 065 | 3,9   | 12    |
| Всего | Всего             | 28   | 53    | 404   | 7,6   | 0     | 515   | 2 215 | 4,3   | 19    |